# 普雷布爾鎮區 (印第安納州亞當斯縣)
普雷布爾鎮區（英語：Preble Township）是位於美國印第安納州亞當斯縣的一個行政鎮區。

## 地方資料
根據2010年美國人口普查的數據，普雷布爾鎮區的面積為62.00平方千米，當中陸地面積為61.80平方千米，而水域面積為0.20平方千米。當地共有人口1069人，而人口密度為每平方千米17.24人。